# 瀬部村
瀬部村（せべむら）は、愛知県丹羽郡にかつてあった村である。
現在の一宮市東部に該当する。

## 歴史
- 江戸時代末期、この地域の大部分は尾張藩領であった。
- 1889年（明治22年）10月1日 - 上奈良村、島宮村、瀬部村が合併し、豊原村となる。
- 1893年（明治26年）11月18日 - 豊原村の一部（旧・上奈良村、島宮村）が分離し東野村[2]と合併する。
- 1896年（明治29年）11月30日 - 瀬部村に改称する。
- 1906年（明治39年）7月1日 - 浅淵村、赤羽村、穂波村、時之島村と合併し、西成村となる[1]。

## 教育
- 瀬部尋常小学校（現・一宮市立瀬部小学校）